# Hounsfieldova jednotka
Hounsfieldova jednotka {\displaystyle HU} je vyjádřením míry absorpce rentgenového záření při počítačové tomografii (CT) a je pojmenovaná po držiteli Nobelovy ceny Godfrey Newbold Hounsfieldovi. Pro vytvoření počítačových zobrazovacích 3D modelů komplexní geometrie a struktury těles získaných z CT se používají hodnoty {\displaystyle HU}. {\displaystyle HU} lze také chápat jako stupeň barevnosti při rentgenovém snímání voxelů (malé jednotky objemu tělesa nebo objemu živé tkáně) resp. přesněji jako absorpci záření daného voxelu vztaženou k absorpci záření vody.
Například, při CT zpracování snímků kosti má hutná kostní tkáň světlejší barvu, protože má vyšší materiálovou hustotu a absorbuje tedy více rentgenového záření.
Na základě počítačového zpracování {\displaystyle HU}, lze zobrazit komplexní geometrii tělesa včetně jeho vnitřních struktur, trhlin, zlomenin, materiálových rozhraní, hustoty materiálu a případně také modulu pružnosti materiálu. Pro výpočet hustoty materiálu a výpočet hodnot modulu pružnosti z hodnot {\displaystyle HU} existuje celá řada vztahů.
Existuje také Hounsfieldova stupnice, která se používá u detekce typu tkání, viz následující tabulka
| Materiál           | {\displaystyle HU} |
| ------------------ | ------------------ |
| vzduch             | -1000              |
| tuk                | -50 až -100        |
| voda               | 0                  |
| likvor             | 5                  |
| bílá hmota mozková | 30                 |
| šedá hmota mozková | 34                 |
| krev               | 47                 |
| játra              | 40 až 60           |
| svaly              | 35 až 75           |
| vazivové tkáně     | 60-90              |
| chrupavka          | 80-130             |
| kost               | 1000-3000          |